# La Motte-d'Aveillans
La Motte-d'Aveillans è un comune francese di 1 844 abitanti situato nel dipartimento dell'Isère della regione dell'Alvernia-Rodano-Alpi.

## Società

### Evoluzione demografica
Abitanti censiti